# Ентоні Колдвей
Ентоні В. Колдвей (англ. Anthony W. Coldeway; 1 серпня 1887 — 29 січня 1963) — американський сценарист, кар'єра якого тривала з 1910 по 1954 рік. Він народився в Луїсвіллі, штат Кентуккі. У 1929 році на 1-й церемонії вручення «Оскар» він був номінований за написання найкращого адаптованого сценарію за фільм «Славна Бетсі».

## Вибрана фільмографія
- Людина-горила / The Gorilla Man (1943)
- Острів Диявола / Devil's Island (1939)
- Славна Бетсі / Glorious Betsy (1928)
- Старий Сан-Франциско / Old San Francisco (1927)
- Кобра / Cobra (1925)
- Кігті орла / The Eagle's Talons (1923)
- Удача Фантома / The Phantom Fortune (1923)
- Слід Орегона / The Oregon Trail (1923)
- Соціальний пірат / The Social Buccaneer (1923)
- Секрет чотирьох / The Secret Four (1921)
- Перемогти або померти / Do or Die (1921)
- Цирковий король / King of the Circus (1920)
- Писклявий і пронизливий / Squeaks and Squawks (1920)
- Дами та стоматологи / Dames and Dentists (1920)
- Перемикачі та солодощі / Switches and Sweeties (1919)
- Помічники і моделі / Mates and Models (1919)
- Сердечний Джек / The Jack of Hearts (1919)
- Бойове серце / The Fighting Heart (1919)
- Його приятель / His Buddy (1919)
- Яка жінка? / Which Woman? (1918)